# Бродок (Дорогичинський район)
Бродо́к (біл. Брадок) — село в Дорогичинському районі Берестейської області Білорусі. Орган місцевого самоврядування — Іменинська сільська рада.

## Населення
За переписом населення Білорусі 2009 року чисельність населення села становила 37 осіб.